# 富士河口湖町くぬぎ平スポーツ公園サッカー場
富士河口湖町くぬぎ平スポーツ公園サッカー場（ふじかわぐちこまちくぬぎだいらスポーツこうえんサッカーじょう）は、富士河口湖町の所有するサッカー専用スタジアムで、くぬぎ平スポーツ公園内に立地している。

## 概要
元鹿島アントラーズで、元ブラジル代表MFのジーコが監修し、1995年6月に完成した。2002年3月には、メインスタンドを現在の形に改修すると共に、クラブハウスが完成し、同年のワールドカップでは、公認キャンプ候補地に選定され、カメルーン代表がキャンプを行った。全日本少年サッカー大会の山梨県予選などで使用されている。

## 施設概要
- 収容人数　15000人（座席数　4000・メインスタンド中央部およびバックスタンド前部のみ固定座席、他は芝生席）

## 周辺施設
サブサッカー場
サッカー場のサブグラウンドとして2006年3月に完成した。全日本少年サッカー大会の山梨県予選などで試合会場として使われている。収容人数は400人（全席座席）。
グラウンド
A面からD面まで4つのグラウンドがある。観客席は無し。